# Fort Minor
Fort Minor är ett musikaliskt sidoprojekt startat av den amerikanska rapparen Mike Shinoda, även medlem i gruppen Linkin Park. Fort Minor är mer inriktad på hiphop än rapcore som i Linkin Park. Mike Shinoda och Fort Minor har jobbat med ett stort antal artister och grupper såsom Black Thought, Common, John Legend, Holly Brook och Kenna. Han har också jobbat mycket med hip-hop bandet Styles of Beyond.
Under 2006 turnerade Fort Minor runt i USA tillsammans med bland andra Styles of Beyond och Holly Brook. Fort Minor har även haft en del framgång i Europa, främst bland ungdomar. Sången Where'd you go som Shinoda skrivit till sin fru har legat på toppen bland hiphopkanalerna, liksom sången Believe me och låten Remember The Name. Medan de turnerade arbetade Shinoda på Linkin Park-albumet Minutes to Midnight som gavs ut 15 maj 2007. 

## Diskografi
Albumet The Rising Tied släpptes 2005 och nådde höga listpositioner, framför allt i USA. Shinoda valde att inte använda sitt eget namn till projektet, då han ville att folk skulle "lyssna och gilla det för musiken, inte för mitt namn". Albumet har många gäst-artister, exempelvis LA-baserade hiphop-gruppen Styles of Beyond, John Legend, Common, Holly Brook, Black Thought, Mr. Hahn, Celph Titled, BoBo och Kenna Jonah Matranga.
Studioalbum
- 2005 – The Rising Tied

Remixalbum
- 2005 – Fort Minor Sampler Mixtape
- 2005 – Fort Minor: We Major

EP
- 2006 – Sessions@AOL
- 2006 – Fort Minor Militia EP

Singlar
- 2005 - Petrified
- 2005 - Remember the Name (med Styles of Beyond)
- 2005 - Believe Me (med Eric Bobo & Styles of Beyond)
- 2005 - Where'd You Go (med Holly Brook och Jonah Matranga)
- 2006 - S.C.O.M. / Dolla / Get It / Spraypaint & Ink Pens (med Juelz Santana & Celph Titled, Styles of Beyond, Ghostface Killah och Lupe Fiasco)
- 2015 - Welcome